# Cité (metropolitana di Parigi)
Cité è una stazione della Metropolitana di Parigi sulla linea 4 ed è sita nel IV arrondissement di Parigi.

## La stazione

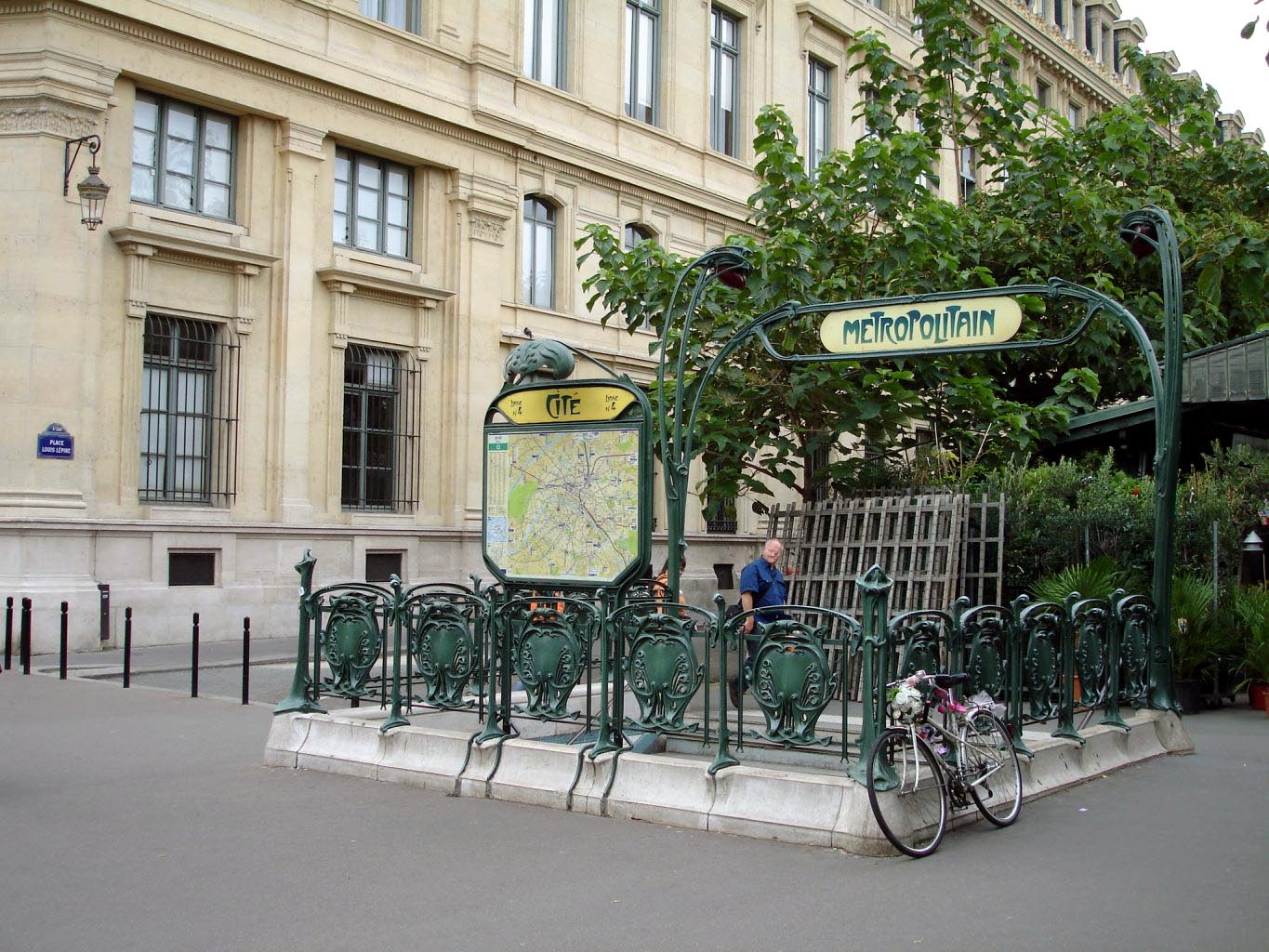
Ingresso della stazione da place Louis-Lépine

Il nome della stazione è mutuato dal luogo in cui è ubicata, sull'île de la Cité. Essa è l'unica stazione della Metropolitana di Parigi ad essere ubicata su di un'isola. Si trova a 20 metri sotto il livello della strada per consentire ai treni di passare sotto la Senna.
L'accesso ai binari è garantito da due ascensori temporizzati in grado di trasportare 25 persone alla volta.

## Storia
La stazione è stata aperta il 10 dicembre 1910, soltanto un anno dopo l'inaugurazione della linea.

## Accesso
- 2, place Louis-Lépine

## Interconnessioni
- Bus RATP - 21, 38, 47, 85, 96
- a breve distanza bus RATP - 24, 27, Bb
- Noctilien - N12, N13, N14, N15, N21, N22

## Nelle vicinanze
- Cattedrale di Notre-Dame
- Sainte-Chapelle